# زوي ديموشاكي
زوي ديموشاكي (باليونانية: Ζωή Δημοσχάκη)‏ رياضية من اليونان مواليد 16 فبراير 1985 تنافست في رياضة السباحة الحرة في الألعاب الأولمبية في أثينا 2004 وسيدني 2000، عهدت اللجنة المنظمة للالعاب الأولمبية الصيفية الثامنة والعشرون في مدينة أثينا بقراءة نص القسم الأولمبي في مراسيم الافتتاح.

## وصلات خارجية
- زوي ديموشاكي على موقع الاتحاد الدولي للسباحة (الإنجليزية)
- زوي ديموشاكي على موقع SwimRankings.net (الإنجليزية)
- زوي ديموشاكي على موقع اللجنة الأولمبية الدولية (الإنجليزية)
- زوي ديموشاكي على موقع أوليمبيديا (الإنجليزية)